# Hysteropterum riobambae
Hysteropterum riobambae är en insektsart som beskrevs av Schmidt 1910. Hysteropterum riobambae ingår i släktet Hysteropterum och familjen sköldstritar. Inga underarter finns listade i Catalogue of Life.